# Evanna Lynch
Evanna Patricia Lynch (Termonfeckin, 16 augustus 1991) is een Ierse actrice, bekend van haar rol als Loena Leeflang (Engels: Luna Lovegood) in de Harry Potter-films.

## Privéleven
Lynch heeft haar basisschooljaren gevolgd op Cartown National School. Daarna ging ze naar het Our Lady's College, een katholieke meisjesschool gelegen in Drogheda, Ierland.
Lynch woont in Londen, Engeland. Ze woonde vijf jaar in Los Angeles. Lynch had een relatie met Harry Potter-collega Robbie Jarvis van 2013 tot 2017. In een interview uit 2014 noemde Lynch een vrome katholieke opvoeding. "Ik ben een paar jaar geleden gestopt met naar de mis gaan, vooral omdat ik het niet eens ben met de regels", zei ze. "Ik hou er niet van om jezelf te straffen en je een slecht gevoel over jezelf te geven, en toen ik opgroeide voelde ik me slecht over mezelf te verwennen of iets voor de lol te doen."
Lynch heeft gewerkt aan het bevorderen van een gezond zelfbeeld en lichaamsbeeld bij jonge meisjes vanwege haar eerdere ervaringen met de eetstoornis anorexia nervosa. Lynch schreef een essay getiteld "Why the Body Bind is My Nightmare" waarin ze haar emotionele worsteling met haar uiterlijk beschrijft en hoe ze dit wist te overwinnen door het gebruik van toespelingen die betrekking hebben op de Harry Potter-serie.
In oktober 2021 publiceerden Headline in het VK en Ballantine Books in de VS Lynch's boek The Opposite of Butterfly Hunting: The Tragedy and Glory of Growing Up - A Memoir. Het beschrijft "haar herstel van anorexia en hoe het conflict tussen het comfort van zelfvernietiging en de bevrijding van creativiteit nog steeds in haar woedt."

## Carrière

### Harry Potter
Lynch deed in januari 2006 auditie voor de rol van Loena Leeflang in de film Harry Potter and the Order of the Phoenix samen met 15.000 andere meisjes. Ze kreeg haar vader zo ver om mee naar Londen te vliegen voor de open auditie van de felbegeerde rol. Na drie dagen waren er nog 1000 meisjes over. Uiteindelijk werd Lynch op 2 februari 2006 gekozen voor de rol. Omdat ze van nature goudblond haar heeft moest haar haar gebleekt worden naar bleekblond voor de rol. De echte filmopnames van Harry Potter and the Order of the Phoenix begonnen eind februari 2006 in de Leavesden Studios in Engeland. Sinds het uitkomen van de film heeft ze veel positieve kritieken ontvangen. Ze wordt gezien als een van de verrassingen van de film.
Lynch was ook te zien in Harry Potter and the Half-Blood Prince, Harry Potter and the Deathly Hallows part I en Harry Potter and the Deathly Hallows part II. 
In 2013 hernam ze haar rol als Loena Leeflang in de musical A Very Potter Senior Year. In 2022 was ze te zien in de reünie-documentaire Harry Potter 20th Anniversary: Return to Hogwarts. In 2024 was Lynch te gast in Harry Potter: Wizards of Baking.

### Na Harry Potter
In 2015 speelde Lynch de rol hoofdrol in My Name is Emily. De film werd genomineerd voor ondere andere "Beste film" en Lynch werd genomineerd voor de "Beste hoofdrol" tijdens de Irish Film and Television Awards. Lynch speelt Generva in Pindippy, filmpjes die Jessie Cave maakt.

## Filmografie

### Films
| Jaar | Titel                                          | Rol               | Opmerkingen            |
| ---- | ---------------------------------------------- | ----------------- | ---------------------- |
| 2007 | Harry Potter en de Orde van de Feniks          | Loena Leeflang    | Harry Potter           |
| 2009 | Harry Potter en de Halfbloed Prins             | Loena Leeflang    | Harry Potter           |
| 2010 | Harry Potter en de Relieken van de Dood deel 1 | Loena Leeflang    | Harry Potter           |
| 2011 | Harry Potter en de Relieken van de Dood deel 2 | Loena Leeflang    | Harry Potter           |
| 2013 | G.B.F.                                         | McKenzie Pryce    |                        |
| 2015 | Addiction: A 60's Love Story                   | Theresa Bornstein |                        |
| 2015 | My Name Is Emily                               | Emily             | Hoofdrol               |
| 2019 | Madness in the Method                          | Abbie Fox         |                        |
| 2024 | My Freaky Family                               | Betty Flood       | Hoofdrol, animatiefilm |

### Kortfilms
| Jaar | Titel                              | Rol         | Opmerkingen                     |
| ---- | ---------------------------------- | ----------- | ------------------------------- |
| 2013 | It Don't Come Easy                 | Ella        |                                 |
| 2019 | Lucia Joyce: Full Capacity         | Lucia Joyce |                                 |
| 2019 | Behind the McChicken Wrapper'      | verteller   |                                 |
| 2020 | Europeans; Donnú Bréige (Fake Tan) | Róisín      |                                 |
| 2021 | Other Half                         | Icarus      |                                 |
| 2021 | You Eat Other Animals?             | Chakrita    | Uitgebracht op World Vegan Day  |
| 2022 | Bus Girl                           | Beth        | Jessica Henwick's Phone Trilogy |
| 2024 | Sanctuary                          | Verteller   | animatie                        |

### Televisie
| Jaar | Titel                                    | Rol               | Opmerkingen          |
| ---- | ---------------------------------------- | ----------------- | -------------------- |
| 2012 | Sinbad                                   | Alehna            | S1A12                |
| 2013 | Apex                                     | Regan             | Piloot-aflevering    |
| 2015 | Dany and the Human Zoo                   | Bridget Riordan   | tv-film              |
| 2019 | Middle School Moguls                     | meerdere stemmen  | korte animatie-serie |
| 2020 | Rise of the Teenage Mutant Ninja Turtles | Gentry            | S2A8 (animatie)      |
| 2021 | Silent Witness                           | Paisley Robertson | S24A1-2              |

### Documentaires en realityprogramma's
| Jaar | Titel                                             | Rol      | Opmerkingen                   |
| ---- | ------------------------------------------------- | -------- | ----------------------------- |
| 2018 | Dancing with the Stars (VS)                       | Zichzelf | Derde plaats                  |
| 2022 | Harry Potter 20th Anniversary: Return to Hogwarts | Zichzelf | Reünie-documentaire           |
| 2024 | Harry Potter: Wizards of Baking                   | Zichzelf | Te gast als jurylid in S1A4/6 |

### Games
| Jaar | Game                                             | Rol            |
| ---- | ------------------------------------------------ | -------------- |
| 2007 | Harry Potter en de Orde van de Feniks            | Loena Leeflang |
| 2009 | Harry Potter en de Halfbloedprins                | Loena Leeflang |
| 2010 | Harry Potter en de Relieken van de Dood - deel 1 | Loena Leeflang |
| 2011 | Harry Potter en de Relieken van de Dood - deel 2 | Loena Leeflang |
| 2016 | Lego Dimensions                                  | Loena Leeflang |

### Videoclips
| Jaar | Titel  | Artiest |
| ---- | ------ | ------- |
| 2017 | DISARM | Bry     |

### Theater
| Jaar      | Titel                              | Rol            | Opmerkingen |
| --------- | ---------------------------------- | -------------- | ----------- |
| 2012      | A Very Potter Senior Year          | Loena Leeflang |             |
| 2013      | Houdini                            | Bess Houdini   |             |
| 2017-2018 | Disco Pigs                         | Sinéad/Runt    |             |
| 2019      | The Omission of the Family Coleman | Gaby           |             |
| 2019      | Games for Lovers                   | Martha         |             |
| 2021      | Calico                             | Lucia Joyce    |             |
| 2023      | Under the Black Rock'              | Niamh Ryan     |             |

### Audio-producties
| Jaar      | Titel                                       | Rol         | Opmerkingen                                                                           |
| --------- | ------------------------------------------- | ----------- | ------------------------------------------------------------------------------------- |
| 2010      | Foster                                      | Verteller   | Novella geschreven door Claire Keegan, uitgezonden door BBC radio 4                   |
| 2017-2021 | The ChickPeeps                              | Co-Host     | Podcast over Veganisme                                                                |
| 2019      | Dancing with Lucia                          | Lucia Joyce | Radio documentaire over het leven van Lucia Joyce, uitgezonden door RTÉ Lyric FM      |
| 2020      | Keep Your Eyes on Me                        | Verteller   | Audioboek van het boek door Sam Blake                                                 |
| 2020      | The Fountain of Fair Fortune                | Verteller   | Audioboek van De Vertelsels van Baker de Bard                                         |
| 2020      | Obsessed with... Normal People              | Co-host     | Podcast over Normal People voor BBC Sounds                                            |
| 2021      | We'd Need to Manage it                      | Verteller   | Kortverhaal door Naoise Dolan, uitgezonden op BBC Radio 4                             |
| 2021      | The Opposite of Butterfly Hunting           | Verteller   | Audioboek van Lynch's eigen memoires                                                  |
| 2021      | Personal Space                              | Helen       | Hoorspel, uitgezonden door RTÉ Radio 1                                                |
| 2021      | A Little Kinder                             | Co-Host     | Podcast met Daniella Monet                                                            |
| 2021      | Life Sentence                               | Eve         | Podcast; 1 aflevering                                                                 |
| 2022      | Obsessed with... Conversations with Friends | Co-Host     | Podcast over Conversations with Friends voor BBC Sounds, ook uitgezonden op BBC Three |
| 2022-2023 | Just Beings                                 | Co-Host     | Podcast met Melanie Joy                                                               |

## Prijzen en nominaties
| Jaar | Werk                               | Prijs                       | Categorie                                                     | Resultaat   |
| ---- | ---------------------------------- | --------------------------- | ------------------------------------------------------------- | ----------- |
| 2009 | Harry Potter en de Halfbloed Prins | Young Artist Awards         | Best Performance in a Feature Film - Supporting Young Actress | Genomineerd |
| 2009 | Harry Potter en de Halfbloed Prins | Scream Awards               | Best Supporting Actress                                       | Genomineerd |
| 2016 | My Name Is Emily                   | Irish Film and Drama Awards | Actress in a Lead Role Film                                   | Genomineerd |

## Fan
Lynch is een groot fan van de Potterserie. Als jong meisje schreef ze voortdurend brieven naar J.K. Rowling. In een van de brieven liet ze merken hoe leuk ze het zou vinden om te acteren in een Potterfilm. Ze twijfelde of het ooit zou gebeuren omdat ze leefde in "dit kleine saaie plaatsje genaamd Termonfeckin, waar nooit iets gebeurt". Tot haar verrassing antwoordde Rowling met: "Oordeel niet te hard over Termonfeckin; het heeft een schitterende naam! En ik kom zelf ook uit een erg saai plaatsje."
Op elfjarige leeftijd, in 2003, was Lynch teleurgesteld omdat ze het uitkomen van het vijfde Potterboek zou gaan missen omdat ze toen in het ziekenhuis lag wegens haar anorexia. Het ziekenhuis ontsloeg haar echter op de dag dat het boek uitkwam en de lokale boekwinkel had voor haar een kopie van het boek geregeld.
Haar liefde voor de boeken deed haar besluiten haar kat "Luna" te noemen. Luna kreeg een aantal kittens en een van hen werd Dumbledore genoemd. Een andere kat van haar heette Crookshanks, genoemd naar Hermeliens kat.
Tijdens een interview op de Belgische talkshow Villa Vanthilt op 29 juni 2011 vertelde ze echter dat haar katten Crookshanks en Dumbledore inmiddels overleden zijn.

## Activisme
Lynch is een vegan activiste. Een groot deel van dit activisme doet ze via haar podcasts. Verder lanceerde ze ook vegan schoonheidsproducten via een abonnementsdienst die ze oprichtte met Daniella Monet & Andrew Bernstein, werkt ze geregeld samen met dierenrechtenorganisaties en speelde ze mee in kortfilms rond dit thema.

## Trivia
De radijsjes-oorbellen en de boterbierkurken-ketting die Lynch in Harry Potter and the Order of the Phoenix draagt heeft ze zelf gemaakt. Jany Temime (kostuumontwerpster voor de films) had al het hele kostuum compleet, maar toen ze de zelfgemaakte sieraden van Evanna zag, was ze verkocht. Temime paste de outfit aan en Evanna mocht toch haar eigen ontwerpen dragen.
- Bibsys: 1642068490427
- Biblioteca Nacional de España: XX5641685
- International Standard Name Identifier: 0000 0003 6171 4755
- Library of Congress Control Number: no2011194093
- MusicBrainz: 4314fa64-2047-4590-a402-c590a7652487
- Virtual International Authority File: 221002227
- WorldCat: E39PBJpyvvv3Y6MCGcQdjJPG73